# Geschiedenis van de topostheorie
Dit artikel geeft zeer algemene achtergrondinformatie over het wiskundige idee van een topos. Topostheorie kan gezien worden als een deel van de categorietheorie. Het abstractieniveau in dit artikel kan niet verder dan een bepaald punt worden verlaagd; maar aan de andere kant kan context worden gegeven. Deze context kan worden gegeven in termen van historische ontwikkeling. Tot op zekere hoogte kan deze context ook een verklaring zijn voor de verschillende houdingen ten opzichte van de categorietheorie.

## In de school van Grothendieck
Tijdens het laatste deel van de jaren vijftig werden de fundamenten van de algebraïsche meetkunde herschreven; hier ligt de oorsprong van het concept van een topos. In die tijd waren de vermoedens van Weil een uitstekende motivatie om onderzoek te doen. Zoals we nu weten lag de route naar hun bewijs, en andere vorderingen, in de constructie van een  étale cohomologie.
Terugkijkend kan worden gezegd dat de algebraïsche meetkunde al lange tijd met twee problemen worstelde. De eerste had te maken met de punten: in de tijd van de projectieve meetkunde was het duidelijk dat de afwezigheid van 'voldoende' punten op een algebraïsche variëteit een barrière vormde voor het hebben van een goede meetkundige theorie (waarin deze enigszins op een compacte variëteit leek). Er was ook de moeilijkheid, die duidelijk werd zodra de topologie vorm kreeg in de eerste helft van de twintigste eeuw, dat de topologie van algebraïsche variëteiten 'te weinig' open verzamelingen had.
De kwestie van de punten was in 1950 bijna opgelost; Alexander Grothendieck deed een ingrijpende stap (een beroep doend op het lemma van Yoneda) om er een einde aan te maken — uiteraard tegen de prijs dat elke variëteit of meer algemeen een schema een functor zou worden. Het was echter niet mogelijk om open verzamelingen toe te voegen. De weg vooruit was anders.
De definitie van een topos verscheen voor het eerst enigszins rond 1960. Algemene problemen van de zogenaamde 'afdaling' in de algebraïsche meetkunde werden overwogen, in dezelfde periode waarin de fundamentaalgroep werd veralgemeend naar de algebraïsch meetkundige context (als een profiniete groep). In het licht van later werk (ca. 1970) maakt 'afdaling' deel uit van de theorie van comonads; hier kunnen we één manier zien waarop de Grothendieck-school zich in haar benadering afsplitst van de 'pure' categorietheoretici, een thema dat belangrijk is voor het begrip van hoe het concept van een topos later werd behandeld.
Er was misschien een directere weg beschikbaar: het concept van een abelse categorie was door Grothendieck geïntroduceerd in zijn fundamentele werk over homologische algebra, om categorieën van schoven van abelse groepen en van modules te verenigen. Een abelse categorie wordt verondersteld te worden gesloten onder bepaalde categorietheoretische operaties — door dit soort definities te gebruiken kan men zich volledig op de structuur concentreren, zonder iets te zeggen over de aard van de betrokken objecten. Dit type definitie is in één regel terug te voeren op het concept van een tralie uit de jaren dertig. Het was een mogelijke vraag om rond 1957 te stellen voor een puur categorietheoretische karakterisering van categorieën van schoven van verzamelingen, waarbij het geval van schoven van abelse groepen werd ondergebracht in het werk van Grothendieck (dit was het Tôhoku-artikel).
Een dergelijke definitie van een topos werd uiteindelijk vijf jaar later, rond 1962, gegeven door Grothendieck en Verdier (zie Verdiers Nicolas Bourbaki-seminar Analysis Situs). De karakterisering vond plaats door middel van categorieën 'met voldoende colimieten', en toegepast op wat nu een Grothendieck-topos wordt genoemd. De theorie werd afgerond door vast te stellen dat een Grothendieck-topos een categorie schoven was, waarbij het woord schoof nu een uitgebreide betekenis had gekregen, aangezien het een Grothendieck-topologie betrof.
Het idee van een Grothendieck-topologie (ook bekend als een site) is door John Tate gekarakteriseerd als een gewaagde woordspeling op de twee zintuigen van het Riemann-oppervlak. Technisch gesproken maakte het de constructie van de gewilde étale cohomologie mogelijk (evenals andere verfijnde theorieën zoals platte cohomologie en kristallijne cohomologie). Op dit punt — omstreeks 1964 — waren de ontwikkelingen, aangedreven door de algebraïsche meetkunde, grotendeels achter de rug. De 'open verzameling'-discussie was effectief samengevat in de conclusie dat variëteiten een voldoende rijke site aan open verzamelingen hadden in onvertakte omslagen van hun (gewone) Zariski-open verzamelingen.

## Van pure categorietheorie naar categorische logica
De huidige definitie van topos gaat terug naar William Lawvere en Myles Tierney. Hoewel de timing nauw aansluit bij de hierboven beschreven timing, is de houding historisch gezien anders en is de definitie veelomvattender. Dat wil zeggen, er zijn voorbeelden van toposes die geen Grothendieck-topos zijn. Bovendien kunnen deze voor een aantal disciplines in de wiskundige logica van belang zijn.
De definitie van Lawvere en Tierney benadrukt de centrale rol in de topostheorie van de subobjectclassificator. In de gebruikelijke categorie van verzamelingen is dit de verzameling met twee elementen van Booleaanse waarheidswaarden, true en false. Het is bijna tautoloog om te zeggen dat de deelverzamelingen van een gegeven verzameling X hetzelfde zijn als (net zo goed als) de functies op X voor een dergelijke gegeven verzameling met twee elementen: fixeer het 'eerste' element en zorg ervoor dat een deelverzameling Y correspondeert met de functie die Y daarheen stuurt en zijn complement in X naar het andere element.
Nu zijn subobjectclassificatoren te vinden in de schoventheorie. Nog steeds tautoloog, maar zeker abstracter, is er voor een topologische ruimte X een directe beschrijving van een schoof op X die de rol speelt met betrekking tot alle schoven van verzamelingen op X. De verzameling secties over een open verzameling U van X is slechts de verzameling open deelverzamelingen van U. De ruimte die bij een schoof hoort, is moeilijker te beschrijven.
Lawvere en Tierney formuleerden daarom axioma's voor een topos die uitgingen van een subobjectclassificator, en enkele grensvoorwaarden (om tenminste een cartesisch gesloten categorie te maken). Een tijdlang werd dit begrip topos een 'elementaire topos' genoemd.
Toen het idee van een verband met logica eenmaal was geformuleerd, waren er verschillende ontwikkelingen die de nieuwe theorie 'testen':
- modellen van de verzamelingenleer die overeenkomen met bewijzen van de onafhankelijkheid van het keuzeaxioma en de  continuümhypothese door de forcingmethode van Paul Cohen.
- erkenning van het verband met de Kripke-semantiek, de intuïtionistische existentiële kwantificator en de intuïtionistische typetheorie.
- door deze te combineren, bespreking van de intuïtionistische theorie van reële getallen, door schoofmodellen.

## Positie van topostheorie
Er was enige ironie dat er bij het doorvoeren van David Hilberts langetermijnprogramma een natuurlijke thuisbasis werd gevonden voor de centrale ideeën van de intuïtionistische logica: Hilbert had een hekel gehad aan de school van L.E.J. Brouwer. Het bestaan als 'lokaal' bestaan in de schooftheoretische zin, nu onder de naam Kripke-Joyal-semantiek, past goed bij elkaar. Aan de andere kant zijn Brouwers langdurige inspanningen op het gebied van species, zoals hij de intuïtionistische theorie van reële getallen noemde, vermoedelijk op de een of andere manier ondergebracht en ontnomen van een status die verder gaat dan het historische. Er is een theorie van de reële getallen in elke topos.
Het latere werk over étale cohomologie heeft de neiging te suggereren dat de volledige, algemene topostheorie niet vereist is. Aan de andere kant worden andere sites gebruikt en heeft de Grothendieck-topos zijn plaats ingenomen binnen de homologische algebra.
Het Lawvere-programma moest logica van hogere orde schrijven in termen van categorietheorie. Dat dit netjes kan, blijkt uit de boekbehandeling van Joachim Lambek en P.J. Scott. Het resultaat is in essentie een intuïtionistische (dat wil zeggen constructieve logische) theorie, waarvan de inhoud wordt verduidelijkt door het bestaan van een vrije topos . Dat is een verzamelingenleer, in brede zin, maar ook iets dat tot het domein van de zuivere syntaxis behoort. De structuur van de subobjectclassificator is die van een Heyting-algebra. Om een meer klassieke verzamelingenleer te krijgen, kan men kijken naar toposes waarin het bovendien een Booleaanse algebra is, of zelfs nog verder specialiseren, naar die met slechts twee waarheidswaarden. In dat boek gaat het gesprek over constructieve wiskunde; maar in feite kan dit worden gelezen als fundamentele Informatica (wat niet wordt genoemd). Als je het over verzamelingtheoretische operaties wilt hebben, zoals de vorming van het beeld (bereik) van een functie, dan kan een topos dit gegarandeerd geheel constructief uitdrukken.
Het leverde ook een meer toegankelijke spin-off op in de puntloze topologie, waarbij het locale-concept enkele inzichten isoleert die zijn gevonden door topos te behandelen als een significante ontwikkeling van de topologische ruimte. De slogan is 'punten komen later': hiermee is de discussie op deze pagina rond. Het standpunt is vastgelegd in Peter Johnstone's Stone Spaces, dat door een leider op het gebied van de informatica 'een verhandeling over extensionaliteit' wordt genoemd. De extensionele wordt in de wiskunde behandeld als ambient – het is niet iets waarover wiskundigen echt verwachten een theorie te hebben. Misschien is dit de reden waarom de topostheorie als een rariteit wordt behandeld; het gaat verder dan wat de traditioneel meetkundige manier van denken toelaat. In de denotationele semantiek is voldaan aan de behoeften van diepgaande theorieën zoals ongetypeerde lambdacalculus. De topostheorie heeft er lang uitgezien als een mogelijke 'meestertheorie' op dit gebied.

## Samenvatting
Het concept van een topos ontstond in de algebraïsche meetkunde, als gevolg van het combineren van het concept van schoof en sluiting onder categorische bewerkingen. Het speelt een bepaalde duidelijke rol in cohomologietheorieën. Een 'killer-applicatie' is étale cohomologie.
De daaropvolgende ontwikkelingen in verband met logica zijn meer interdisciplinair. Ze bevatten voorbeelden die voortkomen uit de homotopietheorie (classifiërende toposes). Ze omvatten verbanden tussen categorietheorie en wiskundige logica, en ook (als een organisatorische discussie op hoog niveau) tussen categorietheorie en theoretische informatica gebaseerd op typetheorie. Gezien de algemene opvatting van Saunders Mac Lane over de alomtegenwoordigheid van concepten, geeft dit hen een definitieve status. Het gebruik van toposes als verenigende bruggen in de wiskunde is ontwikkeld door Olivia Caramello in haar boek uit 2017.